# Bankowe systemy wymiany informacji
Informacja odgrywa kluczową rolę w procesie zarządzania ryzykiem kredytowym. Bez wiarygodnej, wysokiej jakości i obejmującej dłuższe szeregi czasowe informacji na temat kredytobiorcy możliwość podjęcia przez bank trafnej decyzji kredytowej jest niewielka. W procesie oceny ryzyka kredytowego wykorzystywana jest informacja pochodząca z różnych źródeł. Głównym jest kredytobiorca, który przedkłada wniosek kredytowy. Dostarczone przez niego dane wymagają jednak weryfikacji i uzupełnienia zarówno w oparciu o wewnętrzne zasoby informacyjne banku, jak i zewnętrzne rejestry, bazy danych.

## Budowa systemu wymiany informacji
Budowa systemu wymiany informacji jest procesem długotrwałym, którego powodzenie zależy od spełnienia szeregu warunków. Do najważniejszych można zaliczyć:
- Ustawodawstwo, umożliwiające gromadzenie i wymianę informacji bez nakładania nadmiernych i nieuzasadnionych ograniczeń;
- Wolę wymiany informacji i gotowość do ponoszenia z tego tytułu niezbędnych nakładów przez podmioty uczestniczące w życiu gospodarczym;
- Uzgodnienie standardu i zakresu danych podlegających wymianie,
- Dysponowanie danymi wysokiej jakości, co zdecydowanie obniża koszty funkcjonowania systemu wymiany informacji i decyduje o jego wiarygodności;
- Dysponowanie efektywną technologią informatyczną pozwalającą na natychmiastowy dostęp do danych drogą elektroniczną.

### Korzyści
Celem nadrzędnym funkcjonowania Bankowych Systemów Wymiany Informacji jest umożliwienie prowadzenia wspólnych działań na rzecz wzmacniania bezpieczeństwa obrotu gospodarczego oraz ochrony interesów banków i ich klientów. Istnieje także wiele innych korzyści związanych z funkcjonowaniem Bankowych Systemów Wymiany Informacji, takich jak:
- Upowszechnianie nowoczesnych metod zarządzania ryzykiem w oparciu o systemy wymiany informacji
- Bezpieczeństwo systemu finansowo-płatniczego i obrotu gospodarczego
- Przeciwdziałanie przestępstwom finansowym i gospodarczym
- Ochrona klientów oraz budowanie pozytywnego wizerunku przedsiębiorców
- Kształtowanie rzetelności przedsiębiorców, ich kontrahentów i partnerów biznesowych
- Elektroniczny dostęp do rejestrów urzędowych i referencyjnych
- Tworzenie warunków organizacyjno-prawnych wymiany informacji pomiędzy partnerami gospodarczymi

### Wszechstronny system wymiany informacji
Od szeregu lat podejmowane są w sektorze bankowym – inicjowane przez Związek Banków Polskich – działania mające na celu zbudowanie wszechstronnego systemu wymiany, obejmującego nie tylko wymianę danych pomiędzy bankami, ale także uwzględniającego inne dziedziny gospodarki.
W 1991 roku utworzono przy Związku Banków Polskich „Bankowy rejestr klientów czasowo nie wywiązujących się z zobowiązań”. Rejestr ten był bazą do utworzenia w 1992 systemu Bankowy rejestr, który obejmował ponad milion niesolidnych klientów banków. Ze względu na wciąż rosnące zapotrzebowanie na tego typu informacje w 1997 utworzono system Dokumenty zastrzeżone, czyli system zastrzegania dokumentów tożsamości i rachunków bankowych.
W 1997 r. swoją działalność także rozpoczęło Biuro Informacji Kredytowej S.A. W latach 2000–2005 skupiono się nad stworzeniem baz danych o charakterze antyfraudowym.
Podstawowym zabezpieczeniem udzielanych kredytów są nieruchomości. Problemem jest zarówno wyliczenie, jak i oszacowanie kierunku i tempa zmiany ich rynkowej wartości. Ponadto istnieje wiele źródeł dotyczących warunków jakie panują na polskim rynku nieruchomości. Dostarczają one wybiórczych wiadomości, które w pewnej części mogą się pokrywać, a w innej być sprzeczne. W 2005 r. rozwiązano ten problem stwarzając ujednolicony System Analiz i Monitorowania Rynku Obrotu Nieruchomościami – AMRON. W 2005 r. rozpoczął swoją działalność InfoMonitor Biuro Informacji Gospodarczej S.A., który zawiera własne informacje o ok. 180 tys. dłużnikach.

### Filary wymiany informacji
Obecnie w Polsce istnieją cztery filary wymiany informacji, są to:
- System Węzła Dostępowego ZBP, który obejmuje podsystemy:
  - bankowy rejestr
  - dokumenty zastrzeżone
  - akceptanci
  - posiadacze
  - pojazdy
- System AMRON (System Analiz i Monitorowania Rynku Obrotu Nieruchomościami)
- Biuro Informacji Kredytowej S.A.
- biura informacji gospodarczej działające w oparciu o ustawę o udostępnianiu informacji gospodarczych